# Application exponentielle
Cet article concerne la géométrie différentielle. Pour la fonction réciproque du logarithme, voir fonction exponentielle.

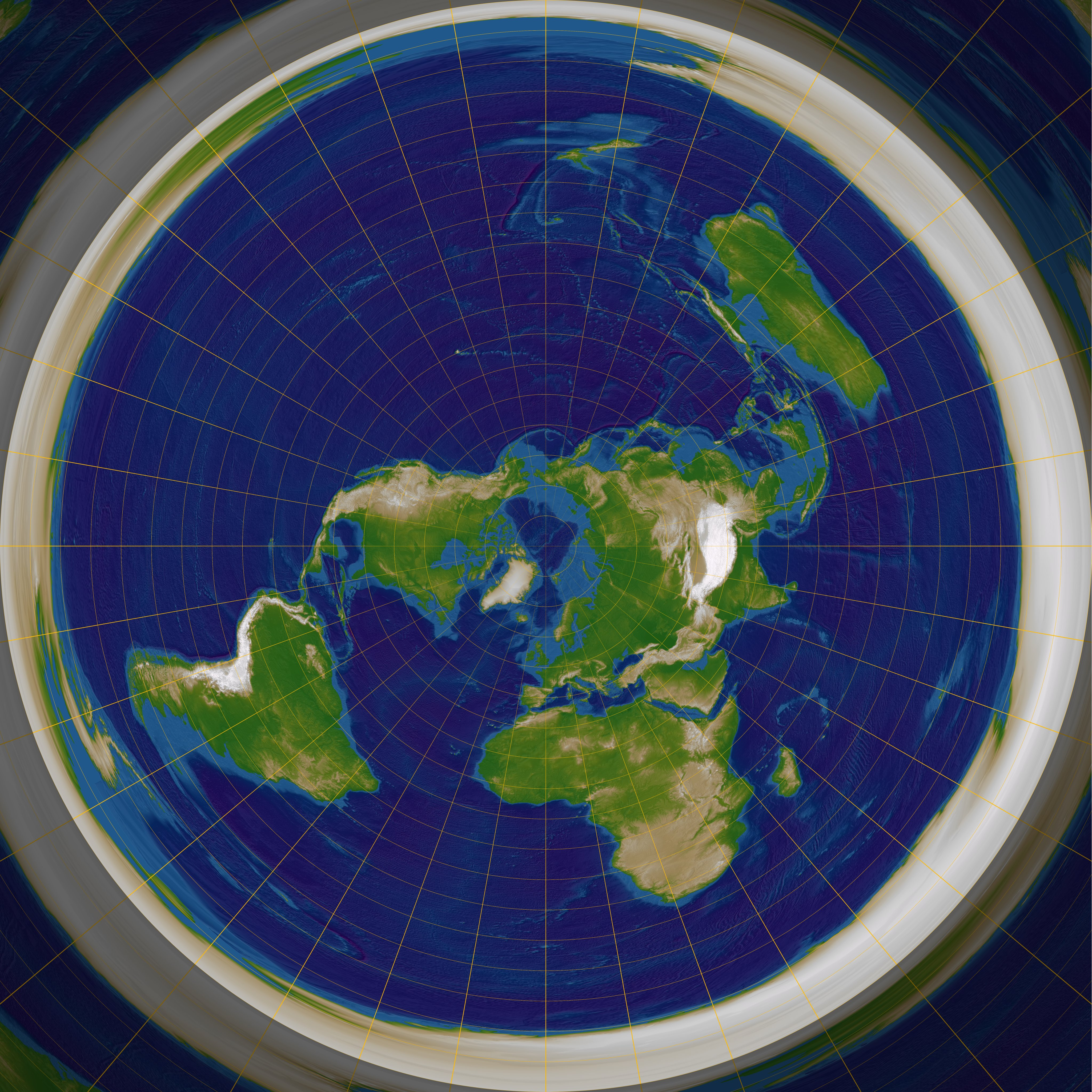
L'application exponentielle de la sphère (ici, le globe terrestre, en prenant comme origine le pôle nord) est la projection de Postel des cartographes.

En mathématiques, et plus précisément en géométrie différentielle, l'application exponentielle généralise la fonction exponentielle usuelle à toutes les variétés différentielles munies d'une connexion affine.
Deux cas particuliers importants en sont l'application exponentielle allant d'une algèbre de Lie vers un groupe de Lie, et l'application exponentielle d'une variété munie  d'une métrique riemannienne.

## Définition générale
Soit M une variété différentielle, et p un point de M. Si M est munie d'une connexion affine, on peut définir la notion de géodésique passant par p. Soit alors v ∈ TpM un vecteur tangent en p à la variété. Il existe une unique géodésique γv telle que {\displaystyle \gamma _{\nu }(0)=p} et de vecteur tangent initial γ′v(0) = v.  L'application exponentielle correspondante est définie par expp(v) = γv(1). En général, cette application n'est définie que localement, c'est-à-dire qu'elle n'envoie qu'un petit voisinage de l'origine de TpM vers un voisinage de p dans la variété ; ceci vient de ce que son existence relève du théorème de Cauchy-Lipschitz, lequel est par nature local. On dit qu'une connexion affine est complète si l'application exponentielle est définie en tout point du fibré tangent.

## Cas des groupes de Lie
Dans la théorie des groupes de Lie, l'application exponentielle est une application allant de l'algèbre de Lie d'un groupe G vers ce groupe, qui permet de recapturer la structure locale de G à partir de celle de l'algèbre. L'existence de cette application est l'une des principales justifications pour étudier les groupes de Lie  à l'aide de leurs algèbres.
La  fonction exponentielle ordinaire de l'analyse réelle est un cas particulier d'application exponentielle, en prenant pour G le groupe multiplicatif des réels non nuls (dont l'algèbre de Lie est le  groupe additif formé de tous les réels). L'application exponentielle d'un groupe de  Lie satisfait de nombreuses propriétés analogues à celle de  l'exponentielle usuelle, mais présente aussi avec elle d'importantes différences.

### Définitions
Soit G un groupe de Lie et {\displaystyle {\mathfrak {g}}} son algèbre de Lie (que l'on peut identifier à l'espace tangent à l'élément neutre de G). L'application exponentielle
{\displaystyle \exp \colon {\mathfrak {g}}\to G}
peut être définie de plusieurs façons :
- C'est l'application exponentielle d'une connexion affine canonique invariante à gauche sur G, telle que le transport parallèle soit donné par les translations à gauche.
- C'est aussi l'application exponentielle d'une connexion affine canonique invariante à droite sur G. Ces deux connexions sont en général distinctes, mais elles possèdent les mêmes géodésiques (orbites de sous-groupes à un paramètre agissant par la multiplication à gauche ou à droite), donc donnent naissance à la même application exponentielle.
- Elle est donnée par exp(X) = γ(1), où {\displaystyle \gamma \colon \mathbb {R} \to G} est l'unique sous-groupe à un paramètre de G dont le vecteur tangent à l'identité est égal à X. On déduit aisément de la 
règle de dérivation des fonctions composées  que exp(tX) = γ(t). L'application γ peut être construite comme courbe intégrale du champ de vecteurs (invariant à gauche ou à droite) associé à X. Le fait que la courbe intégrale existe pour toutes les valeurs (réelles) du paramètre résulte, par translation gauche ou droite, de son existence près de zéro.
- Si G est un groupe de matrices, alors l'application exponentielle coïncide avec  l'exponentielle de matrices, et est donné par le développement en série usuel :

{\displaystyle \exp(X)=\sum _{k=0}^{\infty }{\frac {X^{k}}{k!}}=I+X+{\frac {1}{2}}X^{2}+{\frac {1}{6}}X^{3}+\cdots }
(où I est la matrice identité).
- Si G est compact, il a une métrique riemannienne invariante par   translations gauche et droite, et l'application exponentielle est aussi l'application exponentielle de cette métrique.

### Exemples
- Le  cercle unité centré en 0 du plan complexe est un groupe de Lie (appelé le groupe du cercle, et noté T ; c'est le sous-groupe multiplicatif des complexes de module 1) dont l'espace tangent en 1 peut être identifié avec l'axe des imaginaires purs, {\displaystyle \{it:t\in \mathbb {R} \}.} L'application exponentielle de ce groupe est donnée par {\displaystyle it\mapsto \exp(it)=e^{it},\,} c'est-à-dire par  l'exponentielle complexe.

- Dans le plan des nombres complexes déployés {\displaystyle z=x+y\jmath ,\quad \jmath ^{2}=+1,} la ligne imaginaire  {\displaystyle \lbrace \jmath t:t\in \mathbb {R} \rbrace } représente l'algèbre de Lie du groupe hyperbolique {\displaystyle \lbrace \cosh t+\jmath \ \sinh t:t\in \mathbb {R} \rbrace }, puisque l'application exponentielle est donnée par 
{\displaystyle \jmath t\mapsto \exp(\jmath t)=\cosh t+\jmath \ \sinh t.}

- La 3-sphère unité S3, centrée en 0 dans l'espace des quaternions H est un groupe de Lie (isomorphe au groupe spécial unitaire SU(2)) dont l'espace tangent en 1 peut être identifié à l'espace des quaternions imaginaires purs, {\displaystyle \{it+ju+kv:t,u,v\in \mathbb {R} \}.} L'application exponentielle de ce groupe de Lie est donnée par 
{\displaystyle \mathbf {w} =(it+ju+kv)\mapsto \exp(it+ju+kv)=\cos(|\mathbf {w} |)+\sin(|\mathbf {w} |){\frac {\mathbf {w} }{|\mathbf {w} |}}.\,}

Cette application envoie la 2-sphère de rayon R de l'ensemble des quaternions imaginaires purs vers {\displaystyle \{s\in S^{3}\subset \mathbf {H} :\operatorname {Re} (s)=\cos(R)\}=} une 2-sphère de rayon sin(R) si {\displaystyle R\not \equiv 0{\pmod {2\pi }}}.

### Propriétés
- Pour tous les {\displaystyle X\in {\mathfrak {g}}}, l'application γ(t) = exp(tX) est le seul sous-groupe à un paramètre de G dont le vecteur tangent à l'identité est X. Il en résulte que :

{\displaystyle \exp(t+s)X=(\exp tX)(\exp sX)}
{\displaystyle \exp(-X)=(\exp X)^{-1}.}
- L'application exponentielle {\displaystyle \exp \colon {\mathfrak {g}}\to G} est différentiable. Sa dérivée en 0, {\displaystyle \exp _{*}\colon {\mathfrak {g}}\to {\mathfrak {g}}}, est l'application identité (avec les identifications usuelles). L'application exponentielle, par conséquent, a une restriction qui est un difféomorphisme d'un voisinage de 0 dans {\displaystyle {\mathfrak {g}}} vers un voisinage de 1 dans G.
- L'image de l'application exponentielle est toujours contenue dans la composante connexe de l'identité de G. 
  - Quand G est compact, l'application exponentielle est surjective sur cette composante.
  - Quand G est nilpotent et connexe, l'application exponentielle est un difféomorphisme local surjectif[2], et même un difféomorphisme global si G est de plus simplement connexe.
  - Pour {\displaystyle G=\operatorname {GL} _{n}(\mathbb {C} )}, l'application exponentielle est surjective (cf. « Logarithme d'une matrice »).
  - Pour {\displaystyle G=\operatorname {SL} _{2}(\mathbb {R} )} (connexe et simplement connexe), l'application exponentielle n'est pas surjective[3].
- L'application γ(t) = exp(tX) est la courbe intégrale passant par l'identité pour les deux champs de vecteurs (invariants à droite et à gauche) associés à X.
- La courbe intégrale passant par g ∈ G de XL, le champ de vecteurs invariant à gauche associé à X est donnée par g exp(tX). De même, celle du champ invariant à droite XR est donnée par exp(tX) g. Il en résulte que les flots {\displaystyle \xi ^{L,R}} engendrés par les champs XL , R sont donnés par :
  - {\displaystyle \xi _{t}^{L}=R_{\exp tX}}
  - {\displaystyle \xi _{t}^{R}=L_{\exp tX}.}

Comme ces champs sont définis globalement, tout champ de vecteurs invariant à droite ou à gauche sur G est complet.
- Soit {\displaystyle \varphi \colon G\to H} un homomorphisme de groupes de Lie, et soit {\displaystyle \varphi _{*}} sa dérivée en l'identité. Alors le diagramme ci-dessous commute :

- En particulier, appliqué à l'action adjointe d'un groupe G, nous avons

{\displaystyle g(\exp X)g^{-1}=\exp(\mathrm {Ad} _{g}X)}
{\displaystyle \mathrm {Ad} _{\exp X}=\exp(\mathrm {ad} _{X}).}

## Géométrie riemannienne

L'application exponentielle en un point d'une sphère : elle est définie sur le plan entier mais non bijective.

En géométrie riemannienne, une  application exponentielle est une application allant d'un sous-espace d'un  espace tangent TpM d'une variété riemannienne (ou pseudo-riemannienne) M vers M elle-même. La métrique (pseudo)-riemanienne détermine une connexion affine  canonique (la connexion de Levi-Civita), et l'application exponentielle de la variété est donnée par l'application exponentielle de cette  connexion. 

### Propriétés
De façon intuitive, l'application exponentielle prend un vecteur tangent à la variété, et parcourt la géodésique issue de ce point et dans cette direction pendant une unité de temps. Comme v correspond au vecteur-vitesse sur la géodésique, la distance (riemannienne) réellement franchie en dépendra. Reparamétrant les géodésiques pour qu'elles soient parcourues à vitesse unitaire (paramétrage par la longueur de l'arc), on peut définir expp(v) = β(|v|), où β est la géodésique dans la direction de v. Quand v varie, on obtient, en appliquant expp, différents points de M qui sont équidistants (pour la métrique) du point de base p ; c'est peut-être une des façons les plus concrètes de voir que l'espace tangent est une sorte de "linéarisation" de la variété.
Le théorème de Hopf-Rinow affirme qu'il est possible de définir l'application exponentielle sur tout l'espace tangent si et seulement si la variété est complète en tant qu'espace métrique (ce qui justifie l'expression de variété géodésiquement complète pour une variété ayant une application exponentielle de ce type). En particulier, les variétés compactes sont géodésiquement
complètes. Cependant, même si expp est définie sur tout l'espace tangent, ce ne sera pas en général un difféomorphisme global. Toutefois, sa différentielle à l'origine de l'espace tangent est l'application identité, et donc, d'après le théorème des fonctions implicites, on peut trouver un voisinage de l'origine de TpM dans lequel l'application exponentielle est un plongement (autrement dit, l'application exponentielle est un difféomorphisme local). Le rayon de la plus grande boule centrée en l'origine de TpM qui s'applique difféomorphiquement par expp s'appelle le rayon d'injectivité de M en p.
Une importante propriété de l'application exponentielle est le lemme de Gauss suivant : étant donné un vecteur tangent v dans le domaine de définition de expp, et un autre vecteur w basé à l'extrémité de v (ainsi w est en fait dans l'espace tangent de l'espace tangent Tv(TpM)) et orthogonal à v, il reste orthogonal à v lorsqu'il est poussé par l'application exponentielle. Cela signifie en particulier, que la sphère frontière d'une petite boule autour de l'origine de TpM est orthogonale aux géodésiques dans M déterminées par ces vecteurs (autrement dit, les  géodésiques sont radiales). Ceci amène à la définition des coordonnées géodésiques normales sur une variété riemannienne.
L'application exponentielle est aussi un outil utile pour relier la définition abstraite de la courbure (en) à sa représentation plus concrète due à Riemann lui-même, la courbure sectionnelle, que l'on peut intuitivement définir comme la courbure de Gauss d'une certaine surface (c'est-à-dire une coupe de la variété par une sous-variété de dimension 2) passant par le point p considéré. La courbure abstraite peut être alors définie précisément comme la courbure de Gauss d'une surface passant par p, déterminée par l'image par expp d'un sous-espace de dimension 2 de TpM.

## Relations entre les applications exponentielles
Dans le cas de groupes de Lie avec une métrique pseudo-riemannienne invariante par translation à droite et à gauche, les applications exponentielles de la métrique coïncident avec celles du groupe. Tous les groupes de Lie n'ont pas une telle métrique, mais c'est le cas des groupes de Lie semi-simples et connexes. L'existence d'une métrique riemannienne bi-invariante est une condition plus forte, qui implique que l'algèbre de Lie est celle d'un groupe de Lie compact ; réciproquement, tout groupe de Lie compact (ou abélien) possède une telle métrique riemannienne.
Prenons par exemple la fonction exponentielle usuelle. Partant de l'ensemble des réels positifs R+ considérés comme un groupe de Lie pour la multiplication usuelle, l'espace tangent en chaque point est (isomorphe à) R. Sur chaque copie de R au point y, nous définissons le produit scalaire
{\displaystyle \langle u,v\rangle _{y}={\frac {uv}{y^{2}}}}
(c'est ce facteur 1/y2 qui rend la métrique invariante à gauche). 
Considérons le point 1 ∈ R+, et soit x ∈ R un élément de l'espace tangent en  1. La droite partant de 1, c'est-à-dire y(t) = 1 + xt, a évidemment la même trajectoire qu'une géodésique, mais nous devons la reparamétrer pour obtenir un parcours à vitesse constante (au sens de la nouvelle métrique). Il faut donc utiliser comme nouveau paramètre la longueur d'arc, c'est-à-dire l'intégrale de la norme du vecteur tangent, pour la norme |.|y induite par la nouvelle métrique :  
{\displaystyle s(t)=\int _{0}^{t}|x|_{y(\tau )}d\tau =\int _{0}^{t}{\frac {|x|}{1+\tau x}}d\tau =|x|\int _{0}^{t}{\frac {d\tau }{1+\tau x}}={\frac {|x|}{x}}\ln |1+tx|}
et après inversion pour obtenir t en fonction de s, on a finalement
{\displaystyle y(s)=\mathrm {e} ^{\frac {sx}{|x|}}}.
Utilisant la définition de la vitesse unité, on obtient
{\displaystyle \exp _{1}(x)=y(|x|_{1})=y(|x|),}
ce qui est, comme prévu, l'exponentielle ordinaire ex.
La distance riemanienne correspondante est simplement
{\displaystyle \operatorname {dist} (a,b)=\left|\ln \left({\frac {b}{a}}\right)\right|},
une métrique familière à tous ceux ayant utilisé une échelle logarithmique.